# Heute-journal
Heute-journal – niemiecki dziennik informacyjny drugiej telewizji niemieckiej (ZDF). Dogłębniej analizuje i omawia tematy poruszone wcześniej w głównym programie informacyjnym ZDF heute. Jego emisja odbywa się późnym wieczorem. Program posiada własną stronę internetową https://www.zdf.de/nachrichten/heute-journal.
Każde wydanie heute-journal ma dwóch prezenterów: prezentera głównego, który przedstawia większość relacji i przeprowadza wywiady, oraz współprowadzącego, który wchodzi w skład zespołu redakcyjnego i prezentuje streszczenia aktualności w trakcie programu. Prezenterzy zazwyczaj zmieniają się co tydzień. Program jest porównywany z innym niemieckim serwisem informacyjnym Tagesthemen nadawanym w podobnych porach dnia przez pierwszy kanał telewizji niemieckiej (Das Erste).

## Historia
Program debiutował w telewizji 2 stycznia 1978 r. późnym wieczorem w dni powszednie trwając 20 minut. Nadawany jest od 1 stycznia 1984 r. o godzinie 21:45. W 1991 r. czas trwania programu wydłużono do 30 minut. Zostały dodane 15-minutowe wydania w soboty (w 1992 r.) i niedziele (w 2000 r.). Czas trwania programu potrafi wydłużyć się do nawet godziny, aby uwzględnić wydarzenia specjalne.